# عيد الحب (فلم)
عيد الحب (بالإنجليزية: Valentine's Day) هو فيلم كوميدي أُصدر في الولايات المتحدة سنة 2010.

## طاقم التمثيل
- جيسيكا ألبا
- كاثي بيتس
- جيسيكا بيل
- برادلي كوبر
- إيريك دين

## الميزانية والإيرادات
بلغت تكلفة إنتاج الفيلم حوالي 52 مليون دولار بينما حقق أرباحا تقدر بـ 216,485,654 دولار.

## روابط خارجية
- مقالات تستعمل روابط فنية بلا صلة مع ويكي بيانات